# Gare de Yamato-Saidaiji
La gare de Yamato-Saidaiji (大和西大寺駅, Yamato-Saidaiji-eki) est une gare ferroviaire de la ville de Nara, dans la préfecture de même nom au Japon. La gare est gérée par la compagnie Kintetsu.

## Situation ferroviaire
La gare de Yamato-Saidaiji  est située au point kilométrique (PK) 22,3 de la ligne Kintetsu Nara. Elle marque le début de la ligne Kintetsu Kashihara et la fin de la ligne Kintetsu Kyoto.

## Histoire
La gare est inaugurée le 30 avril 1914.
Le 8 juillet 2022, l'ancien Premier ministre Shinzō Abe est assassiné alors qu'il donnait un discours devant la gare en vue des élections sénatoriale du surlendemain.

## Services aux voyageurs

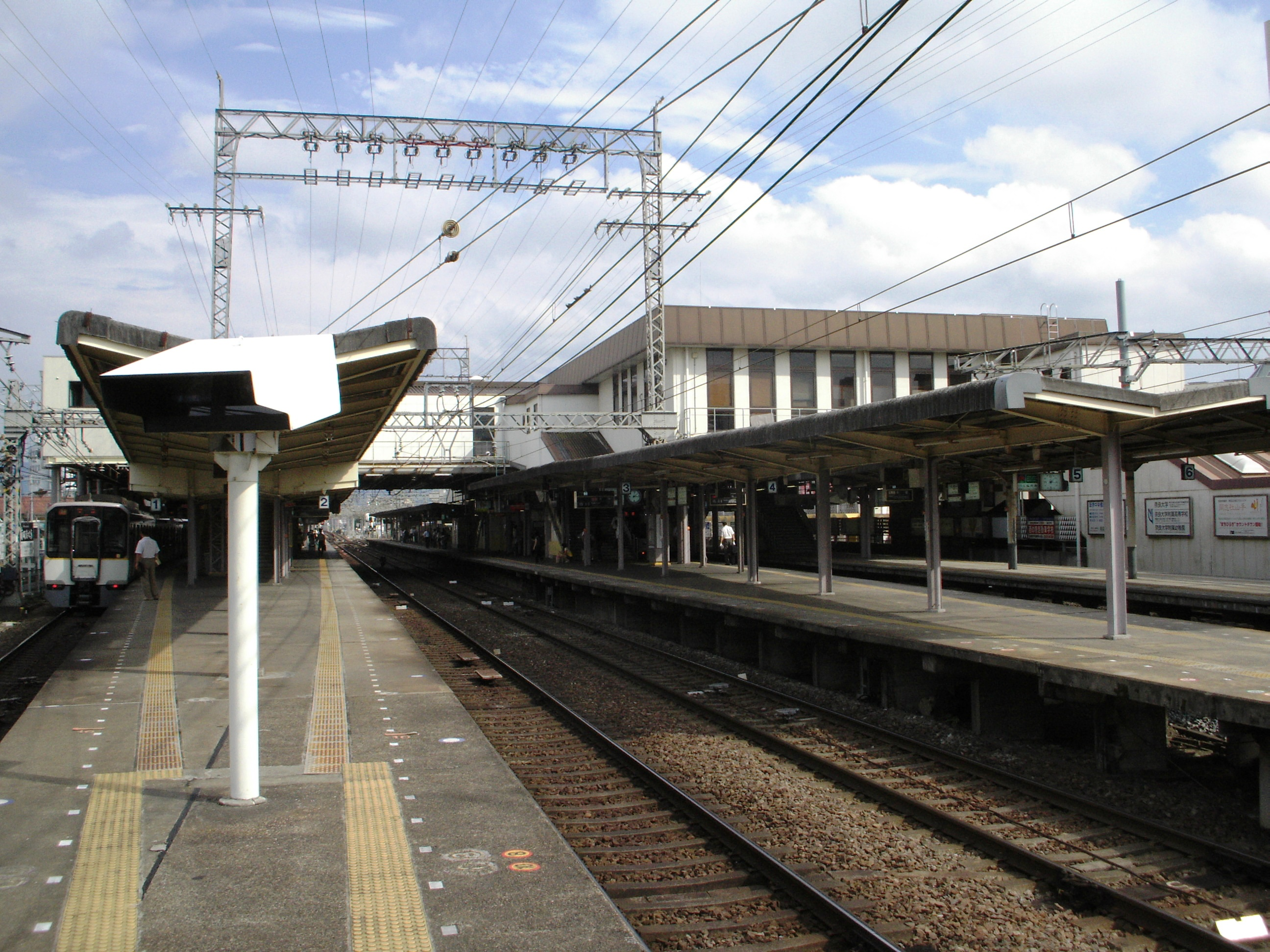
Vue des quais

### Accès et accueil
La gare dispose d'un bâtiment voyageurs, avec guichet, ouvert tous les jours.

### Desserte
- Ligne Nara :
  - voies 1 et 2 : direction Kintetsu-Nara
  - voies 3 à 6 : direction Fuse, Osaka-Uehommachi et Osaka-Namba (interconnexion avec la ligne Hanshin Namba pour Amagasaki)
- Ligne Kashihara :
  - voies 1, 2 et 6 : direction Tenri, Yamato-Yagi et Kashiharajingu-mae
- Ligne Kyoto :
  - voies 3 à 5 : direction Takeda (interconnexion avec la ligne Karasuma pour Kokusaikaikan) et Kyoto

|                             | Ligne Kyoto vers Kyoto                  |                               |
| Ligne Nara vers Osaka-Namba | Track layout of Yamato-Saidaiji Station | Ligne Nara vers Kintetsu-Nara |
|                             | Ligne Kashihara vers Kashiharajingu-mae |                               |